# Marie Gevers
Marie Gevers (ur. 30 grudnia 1883 w Edegem, zm. 9 marca 1975 w Missembourg k. Antwerpii) – belgijska pisarka pochodzenia flamandzkiego tworząca w języku francuskim.
Była członkinią Królewskiej Akademii Języka i Literatury Francuskiej w Belgii i jedną z sygnatariuszek manifestu Groupe du lundi. Pisała regionalistyczne powieści bogate w wątki autobiograficzne - La comtesse des ligues (1931), Pani Orpha, czyli serenada majowa (1933, wyd. pol. 1935) i opowiadania (Vie et mort d'un étang 1961) poruszające problematykę konfliktu między wspólnotami językowymi (m.in. powieść Château de l'ouest 1949). W swojej twórczości prozatorskiej i eseistycznej (m.in. Plaisir des météores ou le Livre des douze mois 1938) podkreślała głębokie więzi łączące człowieka z przyrodą. Pisała również baśnie i opowieści dla dzieci.